# این چیزها اتفاق می‌افتد (آلبوم)
| بررسی انتقادی | بررسی انتقادی |
| منبع          | رتبه‌بندی      |
| ------------- | ------------- |
| پیچفورک مدیا  | 6.1/10        |
| XXL           | [ ۲ ]         |

این چیزها اتفاق می‌افتد یا پیش میاد اولین آلبوم استودیویی توسط رپر آمریکایی جی ایزی (G-Eazy) می‌باشد. این آلبوم در ۲۳ ژوئن ۲۰۱۴ توسط آر سی اِی ریکوردز (RCA Records) همراه با لیبل‌های kate makarow و RVG در ایالات متحده منتشر شد.

## عملکرد تجاری
این آلبوم با فروش ۴۷٬۰۰۰ نسخه در هفتهٔ اول، رتبه سوم در بیلبورد ۲۰۰ و رتبه اول در بهترین آلبوم‌های سبک هیپ هاپ و ریتم اند بلوز را در ایالات متحده کسب کرد کرد.

## لیست آهنگ‌ها
| شماره | نام                                                     | نویسنده(ها)                                                             | آهنگساز(ها)                          | مدت  |
| ----- | ------------------------------------------------------- | ----------------------------------------------------------------------- | ------------------------------------ | ---- |
| ۱.    | «این چیزها اتفاق می افتد / These Things Happen»         | جی ایزی کریستف اندرسون بلک بر                                           |                                      | ۲:۲۴ |
| ۲.    | «بسیار تنها / Far Alone» (همراه ای-40 و جی انت)         | جی ایزی اندرسون                                                         | جی انت جی ایزی (add.) اندرسون (add.) | ۴:۲۸ |
| ۳.    | «جدی میگم / I Mean It» (همراه رمو)                      | جی ایزی اندرسون رمو گرین                                                | اندرسون (add.) [جی ایزی (add.)       | ۳:۵۶ |
| ۴.    | «اینترلود / Interlude»                                  | اندرسون ویلیام بیوان                                                    | اندرسون                              | ۰:۴۵ |
| ۵.    | «بهای فرصت / Opportunity Cost»                          | جی ایزی جردن ایوانس متی بارنت بیوان                                     | ایوانس برنت                          | ۳:۵۴ |
| ۶.    | «تقریباً مشهور / Almost Famous»                          | جی ایزی اندرسون                                                         | اندرسون                              | ۴:۲۹ |
| ۷.    | «خیلی از اونا / Lotta That» (همراه [ایسپ فرگ)           | جی ایزی دنی سث بل اندرسون جیمز ویلیام لوین                              | اندرسون جی ایزی                      | ۴:۴۹ |
| ۸.    | «دختر کارخانه (اسکیت) / (Factory Girl (Skit»            |                                                                         |                                      | ۰:۱۳ |
| ۹.    | «عشق شهری / Downtown Love» (همراه جان مایکل راشل)       | جی ایزی جان مایکل راشل اندرسون دیون بلدوین                              | جی ایزی                              | ۵:۲۷ |
| ۱۰.   | «کامل / Compelete»                                      | جی ایزی اندرسون الگین لامپکین تروی الیور                                | اندرسون                              | ۳:۰۹ |
| ۱۱.   | «بیا گم شیم / Let's Get Lost» (همراه دون بالدوین)       | جی ایزی بالدوین اندرسون توماس بنگلاتر ادوین بردسانگ مایکل دین کانیه وست | جی ایزی اندرسون                      | ۴:۰۱ |
| ۱۲.   | «بهم شلیک کن / Shoot Me Down» (همراه آنتونی استوارت)    | جی ایزی آنتونی استوارت اندرسون                                          | جی ایزی                              | ۳:۱۷ |
| ۱۳.   | «Been On»                                               | جی ایزی اندرسون                                                         | اندرسون                              | ۳:۲۹ |
| ۱۴.   | «به یاد تو / Remember You» (همراه بلک بر)               | جی ایزی اندرسون بلک بر                                                  | بلک بر                               | ۳:۳۶ |
| ۱۵.   | «دخترهای تامبلری / Tumblr Girls» (همراه کریستف اندرسون) | جی ایزی اندرسون                                                         | اندرسون                              | ۴:۱۶ |
| ۱۶.   | «باور داشته باش /Just Believe»                          | جی ایزی اندرسون فابریس دومونت استیون هایر کریستف هیتر آنجلا مک کالسکی   | اندرسون                              | ۴:۰۳ |

## نمودار
| نمودار (2014-15)                              | اوج موقعیت |
| --------------------------------------------- | ---------- |
| آلبوم‌های استرالیایی (انجمن صنعت ضبط استرالیا) | ۹۸         |
| آلبوم‌های بریتانیایی (شرکت جدول‌های رسمی)       | ۱۷۱        |

## همچنین نگاه کنید به
آلبوم‌شناسی جی ایزی